# Pavel Dostál
Pavel Dostál (* 25. Februar 1943 in Olmütz; † 24. Juli 2005 in Brünn) war ein tschechischer Politiker und von 1998 bis zu seinem Tode Kulturminister des Landes.

## Leben
Dostál wurde von 1957 bis 1961 als Chemiker in Ústí nad Labem ausgebildet. Er war von 1962 bis 1969 Mitglied der Kommunistischen Partei der Tschechoslowakei. In der Zeit der Restauration des kommunistischen Systems nach dem Prager Frühling (Normalisierung) als Hilfsarbeiter tätig, schrieb er verschiedenste Stücke (u. a. zusammen mit Miroslav Horníček). Im Juni 1990 wurde er künstlerischer Leiter des Musiktheaters von Olmütz. Seit 1991 war er Mitglied der Tschechischen Sozialdemokratischen Partei und wurde für diese 1992 in die Nationalversammlung gewählt.
Nach der Auflösung der ČSFR arbeitete Dostál einige Jahre am Mährischen Theater Olmütz und war zudem Kommentator der Zeitung Právo. Seit 1998 war er Kulturminister als Nachfolger des Schauspielers Martin Stropnický.
Dostál starb nach schwerer einjähriger Krebserkrankung im Brünner Krankenhaus.
| Personendaten    | Personendaten                              |
| ---------------- | ------------------------------------------ |
| NAME             | Dostál, Pavel                              |
| KURZBESCHREIBUNG | tschechischer Politiker und Kulturminister |
| GEBURTSDATUM     | 25. Februar 1943                           |
| GEBURTSORT       | Olmütz                                     |
| STERBEDATUM      | 24. Juli 2005                              |
| STERBEORT        | Brünn                                      |